# احمد بن عیسی بن زید
احمد بن عیسی بن زید (متولد ۱۵۷ قمری یا پس از آن - متوفی ۲۴۰ یا ۲۴۷ قمری)، متکلم اسلامی، محدث و فقیه، از علمای مشهور زیدیه و نوهٔ زید بن علی بود. وی یکی از علویان مشهور اوایل خلافت عباسی بود که بیشتر عمرش را به‌طور متواری زندگی کرد. کنیه او «اباعبدالله» و به لقب «مختفی» مشهور بود. شصت سال زندگی مخفی احمد بن عیسی بن زید دلیل بر لقبی است که به او داده شده‌است (مختفی، پنهان).
احادیث و اصول فقهی روایت شده توسط او را محمد بن منصور مرادی در کتاب «آمالی احمد بن عیسی و علوم آل محمد (ص)» جمع‌آوری کرده‌است. این کتاب همواره در نزد علما و محدثان زیدی منبع معتبری بوده‌است.

## زندگی و نسب
تاریخ تولد احمد بن عیسی بن زید سال‌های ۱۵۷ یا ۱۵۸ یا ۱۵۹ قمری یا حتی پس از آن (۷۷۴ یا ۷۷۵ یا ۷۷۶ میلادی یا حتی پس از آن) گزارش شده‌است. اما بنابر برخی منابع، احمد بن عیسی بن زید در پاسخ به سؤال محمد بن منصور مرادی دربارهٔ سن خود، گفته‌است که در سال ۱۵۷ قمری (۷۷۴ میلادی) متولد شده‌است. مادرش عاتکه دختر فضل بن عبدالرحمن بن عباس بن ربیعه بن حارث بن عبدالمطلب بود.
پدرش عیسی از فرزندان زید بن علی پسر امام سجاد (ع)، و نبیره ارشد علی بن ابیطالب بود. پدرش زمانی که او کودک بود در قیام‌های ضد عباسی به همراه محمد نفس زکیه و برادرش ابراهیم شرکت کرد و از همان موقع مورد تعقیب قرار گرفت. ظاهراً احمد بن عیسی بن زید در کوفه زاده شده‌است و در کودکی پدرش را از دست داده‌است؛ بنابراین فرصت شنیدن حدیث از پدرش برای نقل روایت از وی را نیافت. گفته شده وقتی احمد بن عیسی بن زید یازده ساله بود، پدرش فوت کرده‌است.

### پس از مرگ پدر
پس از مرگ پدرش، شخصی به نام صباح زعفرانی، او و برادرش زید را به بغداد و نزد ابوعبدالله محمد مهدی خلیفهٔ عباسی برد. ابوعبدالله محمد مهدی، او و برادرش را تحت سرپرستی خود قرار داد. احمد در بغداد زندگی می‌کرد تا این که با مرگ محمد امین، اوضاع خلافت در بغداد به هم ریخت. برادرش زید قبلاً بر اثر بیماری مرده بود و احمد از این فرصت استفاده کرد و فرار کرد.
در روایت دیگری آمده‌است که کسی که احمد و برادرش زید را نزد ابوعبدالله محمد مهدی خلیفهٔ عباسی برد، ابن علاق صیرفی نام داشت و احمد و زید با اجازه ابوعبدالله محمد مهدی به مدینه رفتند، زید در آنجا مرد و احمد مدتی در مدینه ماند. تا اینکه در اوایل خلافت هارون الرشید (پنجمین خلیفه عباسی)، به وی خبر دادند که گروهی از زیدیان گرد احمد جمع شده‌اند، لذا هارون الرشید دستور داد احمد را دستگیر و زندانی کنند.

### روایت‌هایی از فرار او
روایت‌های گوناگونی از فرار و حبس وی در دوران هارون الرشید وجود دارد. به گفته یعقوبی، در سال ۱۸۸ قمری (۸۰۴ میلادی)، هارون الرشید احمد را در رافقه (کاخی در استان رقه) زندانی کرد. پس از مدتی احمد به بصره گریخت و با شیعیان مکاتبه کرد و آنان را به سوی خود دعوت کرد. هارون الرشید به دنبال او فرستاد، اما نتوانست او را دستگیر کند. گفته شده که هارون الرشید وکیل احمد را که حاضر نام داشت، دستگیر کرد. حاضر سوگند یاد کرد که مخفیگاه احمد را نشان ندهد، بنابراین هارون الرشید دستور داد او را به صلیب بکشند.
در جای دیگر آمده‌است که هارون الرشید، احمد و قاسم بن علی بن عمر بن علی بن حسین را از حجاز احضار کرد. و آنها را زیر نظر فضل بن ربیع زندانی کرد. پس از مدتی آن دو با کمک گروهی از زیدیه فرار کردند.
احمد مدتی در خانه شخصی به نام محمد بن ابراهیم در بغداد مخفی شد و وقتی هارون الرشید متوجه محل اختفای او شد، احمد به بصره رفت و هارون الرشید نتوانست او را گیر بیندازد.
ابوالفرج اصفهانی داستان وکیل احمد، حاضر را نقل کرده، اما گفته‌است که حاضر نه در زمان هارون الرشید، بلکه در زمان ابوعبدالله محمد مهدی کشته شده‌است، زیرا او مخفیگاه عیسی پدر احمد را به خلیفه نشان نداده بود.
اگرچه ابوالفرج اصفهانی روایتی را نیز ذکر کرده که بر ارتباط احمد و حاضر در بصره و نواحی اطراف اهواز دلالت دارد. در آنجا گفته شده که هارون الرشید دستور داد آنها را بگیرند و نزد او ببرند. شمس‌الدین ذهبی از مدائنی نقل کرده‌است که هارون الرشید در سال ۱۸۵ قمری (۸۰۱ میلادی) خبر یافت که احمد در عبادان (آبادان فعلی) در حال تدارک قیامی است.
قاضی نعمان روایت قیام احمد در عبادان را به تفصیل بیان کرده‌است، روایتی که با آنچه قبلاً در مورد احمد گفته شده منافات دارد. وی نقل می‌کند که در سال ۱۸۵ قمری (۸۰۱ میلادی) هارون الرشید دستور دستگیری احمد را داد چون او در عبادان علیه خلیفه قیام کرده بود و در آن زمان احمد در بصره و نواحی اطراف اهواز به همراه پسر ادریس بن عبدالله محض به فعالیت خود ادامه می‌داد. نهایتاً فرستادهٔ هارون الرشید به نام ابوالساج با حیله‌گری احمد و پسر ادریس بن عبدالله محض را دستگیر کرد، اما آن دو هر طور که بود گریختند و مدتی در بصره پنهان شدند و پس از آن به کوفه رفتند.
بنا به گفته قاضی نعمان، احمد به بصره بازگشت و تا زمان مرگش در آنجا مخفیانه زندگی می‌کرد.
در روایتی که حمید بن احمد محلی نقل کرده‌است، آمده هنگامی که احمد بن عیسی بن زید به بصره فرار کرده بود، شخصی به نام محمد بن زکریای غلّابی از او شنیده که وقتی هارون الرشید در تعقیب علویان بود، قاسم بن ابراهیم الرسی به یمن، عبدالله بن موسی بن عبدالله بن حسن بن حسن به شام و خود احمد به ری گریخته‌اند. پس از مرگ هارون الرشید (۱۹۳ قمری، ۸۰۹ میلادی)، این سه نفر در مراسم حج دوباره گرد هم آمده‌اند و هر کدام داستان خود را تعریف کرده‌اند. در این هنگام احمد توضیح داده که سالها مخفیانه در ناحیه ورذنین در ری زندگی می‌کرده و نام خود را به ابوحفص جصاص تغییر داده و با زنی نیز ازدواج کرده‌است. محمد پسر احمد نیز در آنجا با زنی از قبیله عبدالقیس ازدواج کرده و صاحب فرزندی به نام علی شده‌است.
در روایتی دیگر آمده که احمد بن عیسی بن زید در سال ۲۱۹ قمری (۸۳۴ میلادی) در خانه محمد بن منصور مرادی در کوفه با قاسم بن ابراهیم الرسی بیعت کرده‌است. این دو روایت که از منابع زیدی نقل شده‌است، می‌تواند برخی از ابهامات موجود در روایات دیگر دربارهٔ زندگی احمد در سال‌های اختفا را برطرف کند. بر این اساس می‌توان گفت احمد در سال‌هایی که گمان می‌رفته در بصره مخفی شده، مدت زیادی را در ری و سایر مناطق گذرانده‌است.

### واپسین سال‌ها
احمد بن عیسی بن زید که بیشتر عمر خود را در حال فرار و اختفا گذراند، در سالهای آخر عمر نابینا شد و متوکل (دهمین خلیفه عباسی) که در تعقیب او بود او را در خانه دامادش در کوفه یافت. متوکل وقتی دید احمد نابینا شده، او را به حال خود گذاشت. ابوالفرج اصفهانی انگیزه متوکل از تعقیب احمد بن عیسی بن زید را حمایت زیدیه از او و امکان کمک به او در قیام علیه خلافت ذکر کرده‌است.

## زندگی علمی
ابوالفرج اصفهانی دربارهٔ احمد بن عیسی بن زید نوشته‌است، او یکی از عالمان زیدی و از محدثان مشهور بوده‌است. ابوالفرج دربارهٔ او گفته که احمد در بین خانواده‌اش بر همه از نظر فضل برتری داشته‌است. احمد بن عیسی بن زید حدیث کتابت می‌کرده و برخی از اهل حدیث از او احادیثی نقل کرده‌اند. شمس‌الدین ذهبی از او به عنوان شیخ بنی‌هاشم و بزرگ آنها یاد کرده‌است. او را فقیه و عالمی بزرگ و زاهد دانسته‌اند. وی همچنین به «فقیه آل محمد» ملقب بوده‌است. در کتاب «تراجم الرجال المذکورة فی شرح الازهار» از احمد بن عبدالله جنداری به نقل از منابع زیدیه آمده‌است که احمد ۳۰ بار با پای پیاده به حج رفته بوده‌است.

### اساتید وی
- حسین بن علوان
- محمد بن بکر ارحبی

### شاگردان وی
- علی بن احمد بن عیسی
- محمد بن احمد بن عیسی
- محمد بن منصور مرادی،[۱۰] عالم معروف زیدیه در کوفه[۴۸][۵۶][۵۷]

### میراث وی
احادیثی را که احمد بن عیسی بن زید نقل کرده، یحیی الهادی الی الحق در کتابهای «النکاح» و «الامالی» آورده‌است. همچنین پنج تن از بزرگان زیدیه، یعنی محمد بن منصور مرادی، ابوالحسن هارونی، ابوطالب هارونی، موفق بالله جرجانی و پسرش مرشد بالله، در نوشته‌های خود به آن احادیث اشاره داشته‌اند.
گفته شده که احمد بن عیسی بن زید معتقد بود که ابوبکر و عمر بر نیکی و درستی‌اند. همچنین معتقد بود که امامت برای غیر اولاد علی بن ابی‌طالب نیز به شرط داشتن عدالت جایز است.

## فرزندان
- ابوالقاسم محمد اکبر
- احمد
- حسین
- علی
- ابوجعفر محمد[۵۹]

ابوجعفر محمد پسری به نام علی داشت که شخصی معروف به صاحب‌الزنج ادعا می‌کرد که همان علی است. این ادعا توسط برخی از نسب‌شناسان تأیید و توسط بسیاری دیگر رد شده‌است. اما روایتی که حمید بن احمد محلی در مورد مخفی شدن احمد در ری ذکر کرده، ممکن است دلالت بر صحت ادعای صاحب‌الزنج داشته باشد.

## آثار
از آثار احمد بن عیسی بن زید در مباحث احکام و فقه اسلامی نام برده شده‌است. کتاب «الصیام» نیز به عنوان یکی از کتابهای وی ذکر شده‌است.
محمد بن منصور مرادی احادیث نقل شده از احمد بن عیسی بن زید را که در ابواب مختلف فقه اسلامی است، همراه با احادیث دیگران در کتابی گردآوری کرده که همواره در تاریخ فقه زیدی از اهمیت بالایی برخوردار بوده‌است. این کتاب که «آمالی احمد بن عیسی و علوم آل محمد (ص)» نام دارد، توسط امام معروف زیدی عبدالله بن حمزه، «بدائع الانوار فی محاسن الآثار» نیز نامیده شده‌است.
این کتاب علاوه بر احادیث نقل شده توسط احمد بن عیسی بن زید، در بسیاری از موارد حاوی آراء و نظرات فقهی وی نیز می‌باشد. و مضمون آن همواره در میان علمای زیدی و محدثان رواج داشته‌است. در دوره معاصر، سید بدرالدین حوثی، از علمای برجسته زیدیه و رهبر معنوی جنبش حوثی‌ها، شرحی بر این کتاب با عنوان «شرح آمالی الإمام احمد بن عیسی» نگاشته‌است.
فؤاد سزگین از کتاب دیگری از محمد بن منصور مرادی به نام «مسائل احمد ابن عیسی و القاسم بن ابراهیم» نام برده‌است.
ابوعبدالله علوی، عالم معروف زیدی در کوفه، در مقدمه کتاب «الجامع الکافی» که یکی از منابع مهم فقه زیدی است، می‌گوید: از آنجا که زیدیه در کوفه در مسائل فقهی بر مذهب احمد بن عیسی و قاسم بن ابراهیم الرسی و حسن بن یحیی بن حسین بن زید بن علی بن حسین و محمد بن منصور مرادی تکیه دارند، لذا سخنان آنان به خصوص گفته‌های احمد بن عیسی را در این کتاب جمع‌آوری کرده و در اقوال احمد بن عیسی به کتب محمد بن منصور مرادی که مشتمل بر احادیث و اقوال و آرای فقهی احمد بن عیسی است رجوع کرده‌است. ابوعبدالله علوی نیز از کتاب «مسائل احمد بن عیسی و القاسم بن ابراهیم» یاد کرده و تداوم روش خود را به مؤلف آن ذکر می‌کند.

## وفات
وفات احمد بن عیسی بن زید در سال‌های ۲۴۰ قمری (۸۵۴ میلادی) یا ۲۴۷ قمری (۸۶۱ میلادی)، یک هفته قبل از به قتل رسیدن متوکل (۲۴۷ قمری، ۸۶۱ میلادی) گزارش شده‌است. بنا بر روایتی، پسر وی علی بن احمد زمان وفات احمد بن عیسی بن زید را رمضان سال ۲۴۷ قمری (نوامبر ۸۶۱ میلادی) ذکر کرده‌است. محل دفن احمد بن عیسی بن زید در بصره ذکر شده‌است. ابن طباطبا پنداشته‌است که احمد بن عیسی بن زید به دست متوکل کشته شده‌است.